# CELPE-Bras
CELPE-Bras (порт. Certificado de Proficiência em Língua Portuguesa para Estrangeiros — сертифікат володіння португальською мовою (іноземною) — сертифікат володіння бразильською португальською мовою Міністерства освіти Бразилії. Свідчить про один із чотирьох рівнів володіння мовою: середній (порт. intermediário), вище середнього (порт. intermediário superior), просунутий (порт. avançado) і вище просунутого (порт. avançado superior). Іспити проводяться з 1998.